# Даниел Дарийо
Даниѐл Иво̀н Марѝ Антоанѐт Дарийо̀ (на френски: Danielle Yvonne Marie Antoinette Darrieux) е френска актриса и певица. Нейната филмова кариера е една от най-дългите в историята на киното – осем десетилетия. 

## Биография
Една от най-популярните актриси на 1930 – 1960 години, Даниел Ивон Мари Антоанет Дарийо се ражда в Бордо на 1 май 1917 г., но израства в Париж. Дъщеря на военен лекар. Баща и умира, когато Даниел е само на 7 години. Брат ѝ е актьорът Оливие Дарийо.
Като музикално надарено дете първоначално учи чело и пиано в началния отдел на Парижката консерватория. Освен това и пее добре. По-късно тя ще запише 20 плочи. На 14 годинки се снима в първия си филм в киното в музикалния „Балът“ („Le Bal“). В началото на кариерата си изпълнява предимно роли на млади лудетини в различни филми, като нейни партньори са големи артисти от френското довоенно кино као Жан-Пиер Омон, Анри Гарат, Пиер Манган и особено Албер Прежан, с който Дарийо се снима в няколко филма: „Волга в пламъци“, „Злато на улицата“, „Кризата свърши“ и „Странното момиче“.
През 1935 г. едва 18-годишна Даниел се омъжва за 27 години по-възрастния писател, сценарист и режисьор Анри Декуен (1890 – 1969). Тя се запознава година по-рано с него на снимките на филма „Злато на улицата“. Благодарение на него, тя успява да излезе от ограниченото си амплоа на наивни субретки и да се развие, и утвърди като голяма актриса. По този повод тя споделя:
„... без Анри Декуен аз щях да изляза от киното твърде скоро, защото играех роли предимно на пеещи момичета в незначителни продукции. Той ме убеди, че мога да изпълнявам големи драматични роли, вдъхна ми увереност в себе си, даде ми изключително много...“
Снима се в над 140 филма. Към края на 30-те години, Дарийо е вече призната и прочута. Играе с великия Жан Габен, снима се в различни филми – драми, комедии, екранизации. Забелязана е в Холивуд и получава покана да снима няколко филма там. През 1938 г. играе ролятяа на „Мария Вецера“ в суперпродукцията Майерлинг, заедно със звездата на Метро Голдуин Майер Шарл Боайе, който се превъплъщава в принца-престоолонаследник Рудолф. Филмът има грандиозен успех в цял свят. Следва седемгодишен контракт с Юнивърсъл и участие в исторически продукции като „Катя“ – за любовта на княгиня Екатерина Долгорукая и император Александър Втори, „Никол дьо Кортийон“ в „Гневът на Париж“ с Дъглас Феърбанкс. Решението и́ да продължи да работи и след нацистката окупация и да се снима във филми в киностудията „Континентал“, създадена от пропагандния шеф на райха Йозеф Гьобелс, я белязва като колаборационистка. През 1942 посещава Германия с делегация френски артисти. През 1942 година е принудена да участва в рекламно пътуване, за да освободят съпруга и́ Порфирио Рубироса – смятан от нацистите за шпионин. След освобождаването му Дарийо напуска студиото и се укрива под фалшиво име. Тя сътрудничи с нацистите по време на окупацията на Франция по време на Втората световна война. Три години след войната кариерата ѝ отново тръгва нагоре. През 1947 играе „кралицата на Испания“ в „Рюи Блаз“ по драмата на Виктор Юго по сценарий на Жан Кокто.
През 1941 година се развежда с Анри Декуен, с когото остават приятели до смъртта му, а през 1942 се омъжва за дипломата от Доминиканската република Порфирио Рубирос. Той се оказва плейбой и тя го изоставя през 1947. На следващата година се жени за трети и последен път, този път за сценариста Джордж Митсинкиндес, с когото живее щастливо до неговата смърт през 1991 година. С него тя осиновява син, който умира малко преди мъжа и́.
В началото на 50-те години Дарийо се връща в Холивуд, където участва в „Богати, млади и красиви“, където партнира на Джейн Пауъл, Фернандо Ламас и Вик Дамоун, и жъне голям успех с ролята си на „графиня Анна Стависка“ във филма „Петте пръста“, където партнира на звездата Джеймс Мейсън. По това време един от най-интересните френски режисьори Макс Офюлс и предлага интересна роля във филма си „Въртележката“ по скандално известната пиеса на Артур Шницлер „Хоровод“. В този силен, останал в историята на киното филм участва цяла плеяда звезди на епохата: Симон Синьоре, Даниел Желен, Жерар Филип, Жан-Луи Баро, Серж Режани. Следва превъплъщението и като проститутката „г-жа Роуз“ в „Удоволствието“ и като „Беба Донж“ в „Истината за Беба Донж“ (1953) в партньорство с великия Жан Габен, след което идва и една от най-силните и роли във филма на Макс Офюлс „[Мадам дьо...]]“ (1953). Тук играе с Шарл Ванел и Виторио де Сика, и като „мадам Луиз дьо Реналс“ с Жерар Филип в „Червено и черно“ (1954) екранизация по романа на Стендал. За този филм е удостоена с наградата „L'Étoile de Cristal“ – най-голямата кинонаграда на Франция, аналог на съвременния „Сезар“.
50 – 60 те години са апогеят в кариерата на Даниел Дарийо като голяма актриса. През 1959 г. изиграва една от най-запомнящите и се роли във филма на Жулиен Дювивие „Мари Октобър“, една силна антифашистка драма, в която е заедно с големите Лино Вентура и Бернар Блие. Следва „Любовникът на лейди Чатърли“ (1955) по романа на Лоурънс, „Александър Велики“ (1956) с Ричард Бъртън и Клер Блум, „Дяволът и десетте божи заповеди“ (1962), „Ландрю“ (1963), „Госпожиците от Рошфор“ (1967), „Стая в града“ (1982), „Местопрестъплението“ (1986), „Сватбената торта“ (2010), „Опасни връзки“ (2003).
През 1968 година гостува на Международния фестивал Златният Орфей, където изнася рецитал, Балкантон издаде нейна плоча.
През 70-те и 80-те става и звезда на френския театър, като играе в пиеси на Фейдо, Гитри, Марсел Еме и др., участва в телевизионни постановки, филми и сериали, изнесе и редица концерти като певица. През 1970 г. заменя Катрин Хепбърн в бродуейския мюзикъл „Коко“, основан на биографията на Коко Шанел, но пиесата, поставена специално заради Хепбърн, бързо е махната от театралния афиш.
През 2001 г. Даниел се появява в сатиричната комедия „8 жени“ в ролята на „бабата“, за която получава „Сребърната мечка“ на Берлинския кинофестивал и Наградата на Европейската киноакадемия за най-добра актриса. Преди това бе наградена и със Сезар – френския еквивалент на американските Оскар.
През 2003 г. играе моноспектакъла „Оскар и розовата дама“. На 90 години озвучава един от персонажите в хитовата анимация „Персеполис“.
През 2012 г. 95-годишната Даниел Дарийо участва в последния си филм – „Още един кроасан“ – и получава „Ордена на Почетния легион“ на Републиката, а на 1 май 2017 отпразнува и стогодишния си юбилей.
На 17 октомври 2017 година на 100 годишна възраст, актрисата умира в дома си в северозападната част на Франция, съобщава Франс прес. Нейното здравословно състояние се влошило, вследствие на падане.

## Награди и номинации
- Кавалер на ордена на Почетния легион, 2012.
- Офицер на ордена на изкуствата и литературата
- Най-добра актриса на френското кино (3): 1955, 1957, 1958
- Най-добра женска роля за 1954 година за ролята и на „мадам Луиз дьо Ренал“ във филма „Червено и черно“ – Етоал дьо Кристал – най-голямата кинонаграда на Франция, аналог на съвременния „Сезар“, появил се след смяната му след 1976 г.
- Номинация за „Сезар“ за най-добра женска роля втори план във филма „Стая в града“ за ролята и на „Марго Ланглоа“, 1983.
- Почетна награда „Сезар“ за принос в кинематографията, 1985.
- Номинация за наградата „Сезар“ за най-добра женска роля втори план във филма „Местопрестъплението“ за ролята и на „бабата на Лили“, 1987.
- Молиер на Почетния легион (Наградата „Молиер“, е националната театрална премия на Франция) за принос в изкуството, 1997.
- „Сребърна мечка“ на Берлинския МКФ и наградата на Европейската киноакадемия за ролята и на „бабата“ във филма „8 жени“, 2002.
- Номинация за наградата „Сезар“ за най-добра женска роля втори план за ролята и на „бабата“ във филма „8 жени“, 2002.
- Номинация за наградата „Клотрюдис“ на Обществото на независимото кино за ролята и на „бабата“ във филма „8 жени“, 2002.
- Номинация за наградата на Интернет-обществото на кинокритиците за ролята и на „бабата“ във филма „8 жени“, 2002.
- Молиер на Почетния легион (Наградата „Молиер“, е националната театрална премия на Франция) в категория Най-добра актриса за ролята и в театралния спектакъл „Оскар и Розовата дама“, 2003.
- Кристален глобус на честта – Почетен „Кристален глобус“ за принос в изкуството, 2010.

## Филмография
2012 – 1991
| Година      | Оригинално име           | БГ име                                                             | Серии | Роля                        |
| ----------- | ------------------------ | ------------------------------------------------------------------ | ----- | --------------------------- |
| 2012        | Veel uks croissant       | „Още един кроасан“                                                 |       |                             |
| 2010        | C'est toi c'est tout     |                                                                    |       | Камий                       |
| 2010        | Pièce montée             | „Сватбена торта“                                                   |       | Мадлен                      |
| 2008        | Elles et moi             | „Те и аз“                                                          | 2     | Изабел Естева               |
| 2007        | L'Heure zéro             | „Нулевият час“                                                     |       | бабата Камила Тресилян      |
| 2007        | Persepolis               | „Персеполис“                                                       |       | бабата на Марджана (глас)   |
| 2006        | Nouvelle chance          | „Новият шанс“                                                      |       | Одета Сен-Жил               |
| 2004        | Une vie à t'attendre     | „Дълго те чаках“                                                   |       | Емили                       |
| 2003        | Les Liaisons dangereuses | „Опасни връзки“                                                    | 3     | мадам дьо Розамунд          |
| 2002        | Huit Femmes              | „8 жени“                                                           |       | бабата                      |
| 2001        | Emilie est partie        | „Емили си отиде“                                                   |       | Емили                       |
| 2000        | Ça ira mieux demain      | „Утре ще е по-добре“                                               |       | Ева                         |
| 2000        | Que reste-t-il...        |                                                                    |       | Едит Лоример                |
| 1997        | Belle comme Crésus       | „Красива като Крез“                                                |       | Сюзан                       |
| 1997 – 2000 | Un et un font six        |                                                                    | 8     | леля Лоли (в 2 серии, 1997) |
| 1997        | A Chef in Love           | „1001 рецепти на влюбения готвач“ („Рецептите на влюбения готвач“) |       |                             |
| 1995        | Ne coupez pas mes arbres | „Не режете моите дървета“                                          |       | лейди Шейла Белмон          |
| 1994        | Jalna                    | „Джална“                                                           | 8     | Аделин Витеак               |
| 1992        | La Vérité en face        | „С лице към истината“                                              |       | Мадлен Дюпаж                |
| 1992        | George et Margaret       | „Жорж и Маргарет“                                                  |       | Алис Смит                   |
| 1992        | Les mamies               | „Мили мои“                                                         |       | Лолот                       |
| 1991        | Le jour des rois         | „Денят на краля“                                                   |       | Арманд                      |

1989 – 1972
| Година      | Оригинално име                       | БГ име                                              | Серии | Роля                                           |
| ----------- | ------------------------------------ | --------------------------------------------------- | ----- | ---------------------------------------------- |
| 1984 – 1991 | Série noire                          | „Черна серия“                                       | 37    | Мартин Люмер (в „Не мислиш ли, ако кажа“ 1989) |
| 1989        | Bille en tête                        | „Топче в главата“                                   |       | аркебузката                                    |
| 1989        | La misère des riches                 | „Нещастието на богаташите“                          | 8     | Агнес Мерсие                                   |
| 1989        | Le Front dans les nuages             | „Смело в облаците“                                  |       | Маргьорит                                      |
| 1988        | Adorable Julia                       |                                                     |       |                                                |
| 1988        | Quelques jours avec moi              | „Няколко дни с мен“                                 |       | майката, г-жа Соланж Паские                    |
| 1987        | Corps et Biens                       | „Тела и облаги“                                     |       | г-жа Кранц                                     |
| 1975 – 1991 | Cinéma 16                            | „Кино 16“                                           |       | Емилиен (в „Старата дама и африканецът“, 1987) |
| 1987        | Bonjour maître                       | „Добър ден, учителю“                                | 12    | Кларис Камбрез                                 |
| 1987        | Gigi                                 | „Джиджи“                                            |       | Алисия дьо Сент-Ефлам                          |
| 1986        | Tu ne cris pas si bien dire          | „Тъй да се каже, ти няма да повярваш“               |       |                                                |
| 1986        | Le Lieu du crime                     | „Местопрестъплението“ („Мястото на престъплението“) |       | бабата на Лили                                 |
| 1984        | La petite fille modèle               | „Момичето-модел“                                    |       | бабата                                         |
| 1983        | L'âge vermeil                        | „Позлатени години“                                  | 4     | Адриен                                         |
| 1983        | En haut des marches                  | „На последното стъпало“                             |       | Франсоаз Канаваджиа                            |
| 1983        | Le dame aux mille et une vies        | „Дамата с хиляда и един живота“                     |       |                                                |
| 1982        | Une chambre en ville                 | „Стая в града“                                      |       | Марго Ланглоа                                  |
| 1981        | Marie-Marie                          | „Мари-Мари“                                         | 6     | Мари                                           |
| 1980        | La mort en sautoir                   | „Смърт с формата на буквата „Х““                    |       | Еванжелин Сен-Леже                             |
| 1977 – 1989 | Le petit théâtre d'Antenne 2         | „Малкият театър на Антен 2“                         | 83    | (в 2 серии, 1979 – 80)                         |
| 1979        | Le cavaleur                          | „Кавалерът“                                         |       | Сюзан Тейлър                                   |
| 1980        | Une puce dans la fourrure            | „Една бълха в шубата“                               |       | хазайката                                      |
| 1980        | Ipafix                               |                                                     |       |                                                |
| 1979        | On purge bébé                        | „Очистително за бебето“                             |       | Жули Фолавоан                                  |
| 1979        | Miss                                 | „Госпожицата“                                       | 6     | госпожицата                                    |
| 1979        | Mais n'te promène donc pas toute nue | „Не бива да се разхождаш съвсем гол“                |       | Кларис Вентру                                  |
| 1978        | La belette                           | „Невестулката“                                      |       |                                                |
| 1977        | Bonheur, impair et passe             | „Щастие, гафове и минало“                           |       | графиня Деверин                                |
| 1976        | Le jeudis d’Adrian                   | „Четвъртъците на Адриана“                           |       |                                                |
| 1976        | L'année sainte                       | „Светата година“                                    |       | Кристин                                        |
| 1975        | Divine                               | „Божественната“                                     |       | Марион Реноар                                  |
| 1974        | No encontré rosas para mi madre      | „Червени рози и зелени чушки“                       |       | Тереза, майката на Жаки                        |
| 1974        | Les jardins du roi                   | „Градините на краля“                                |       | Елен                                           |
| 1966 – 1986 | Au théâtre ce soir                   | „В театъра, тази вечер“                             | 410   | Франсоаз (в „Сладка лудост“, 1973)             |

1969 – 1960
| Година | Оригинално име                            | БГ име                                                                                  | Серии  | Роля |
| ------ | ----------------------------------------- | --------------------------------------------------------------------------------------- | ------ | --- |
| 1969   | La robe mauve de Valentine                | „Лилавата рокля на Валентин“                                                            |        | Валентин                                                                                                  |
| 1969   | La maison de campagne                     | „Къща в провинцията“                                                                    |        | Лорет Боаселие                                                                                            |
| 1968   | Les oiseaux vont mourir au Pérou          | „Птиците идват да умрат в Перу“                                                         |        | госпожа Фернанд                                                                                           |
| 1968   | L'homme à la Buick                        | „Мъжът с буика“                                                                         |        | госпожа Мишел Далайрак                                                                                    |
| 1968   | Vingt-quatre Heures de la vie d'une femme | „24 часа от живота на една жена“                                                        |        | Алис |
| 1967   | Les demoiselles de Rochefort              | „Госпожиците от Рошфор“                                                                 |        | Ивон Гарние                                                                                               |
| 1965   | Le Dimanche de la vie                     | „Неделята на живота“                                                                    |        | Жулия Сеговия                                                                                             |
| 1965   | L'or du duc                               | „Златото на херцога“                                                                    |        | поканената Мари-Габриел дьо М.                                                                            |
| 1964   | Le Coup de grâce                          | „Последният удар“ („Последният смъртоносен удар“)                                       |        | Йоланд |
| 1964   | Patate                                    | „Картофът“                                                                              |        | Дит Роло                                                                                                  |
| 1963   | Du grabuge chez les veuves                | „Кавгата на вдовиците“                                                                  |        | Жудит |
| 1963   | Méfiez-vous, mesdames!                    | „Внимание, дами!“                                                                       |        | Юдвиг |
| 1962   | Le crime ne paie pas                      | „Престъплението се показва“ („Неизгодно престъпление“) („Престъплението не се отплаща“) | 4 нов. | Люсиен Марсе (в „Човекът от улицата“)                                                                     |
| 1962   | Landru                                    | „Ландрю“                                                                                |        | Берт Еон                                                                                                  |
| 1962   | Pourquoi Paris?                           | „Защо Париж?“                                                                           |        | проститутката                                                                                             |
| 1962   | Le diable et les dix commandements        | „Дяволът и десетте божи заповеди“                                                       | 7 нов. | Кларис Ардан, майката на Пиер в „Почитай баща си и майка си“ и „Не лъжесвидетелствувай против ближния си“ |
| 1961   | The Greengage Summer                      | „Свежо лято“                                                                            |        | госпожа Зиси                                                                                              |
| 1961   | Les bras de la nuit                       | „Прегръдките на нощта“                                                                  |        | Даниел Гарние                                                                                             |
| 1961   | Les petits drames                         | „Малки драми“                                                                           |        | |
| 1961   | Les lions sont lâchés                     | „Лъвовете са страхливи“ („Лъвовете са пуснати“) („Лъвове на свобода“)                   |        | Мари-Лор Робер Гишар                                                                                      |
| 1960   | L'Homme à femmes                          | „Мъжът на мечтите“ („За мъжът на мечтите“) („Мъж на всички жени“)                       |        | Габриел / Франсоаз                                                                                        |
| 1960   | Vive Henri IV... vive l'amour!            | „Да живее Анри IV, да живее любовта!“                                                   |        | Хенриета д’Ентрагюз                                                                                       |
| 1960   | Meurtre en quarante-cinq tours            | „Убийство в 45 обиколка“                                                                |        | Ева Фожер                                                                                                 |

1959 – 1950
| Година | Оригинално име              | БГ име                                                           | Серии  | Роля                                                               |
| ------ | --------------------------- | ---------------------------------------------------------------- | ------ | ------------------------------------------------------------------ |
| 1959   | Les yeux de l'amour         | „Очите на любовта“                                               |        | Жан Монкател                                                       |
| 1959   | Marie-Octobre               | „Мари-Октобър“ („Мари Октобр или Предателите нямат Бог“)         |        | Мари-Елен Дюмолен „Мари Октобр“                                    |
| 1958   | Le Septième Ciel            | „Седмото небе“                                                   |        | Брижит дьо Льодувил                                                |
| 1958   | La vie à deux               | „Живот за двама“ („Съвместен живот за двама“)                    |        | Моник Лебо                                                         |
| 1958   | Un drôle de dimanche        | „Веселата седмица“ („Една смешна неделя“) („Веселата парижанка“) |        | Катрин Бреван                                                      |
| 1957   | Le désordre et la nuit      | „Среднощни безредици“ („Нощ и мъгла“)                            |        | Терез Маркен                                                       |
| 1957   | Pot-Bouille                 | „Врящото гърне“ („Чужди жени“) („Домашна трапеза“)               |        | г-жа Каролин Едуин                                                 |
| 1956   | Typhon sur Nagasaki         | „Тайфун в Нагазаки“                                              |        | Франсоаз Фабр                                                      |
| 1956   | Le salaire du péché         | Възмездие за греха                                               |        | Изабел Линдстром                                                   |
| 1956   | Alexandre le Grand          | „Александър Велики“                                              |        | Олимпия                                                            |
| 1955   | L'affaire des poisons       | „Случаят с отровата“                                             |        | г-жа Франсоаз Атене дьо Монтеспан                                  |
| 1955   | Napoléon                    | „Наполеон“                                                       |        | Елеонор Денюел                                                     |
| 1955   | L'Amant de lady Chatterley  | „Любовникът на лейди Чатърли“                                    |        | Констанс Чатърли                                                   |
| 1955   | Si Paris nous était conté   | „Ако Париж ни беше разказал“                                     |        | Агнес Сорел                                                        |
| 1954   | Le Rouge et le Noir         | „Червено и черно“                                                |        | мадам Луиз дьо Ренал                                               |
| 1954   | El torero                   | „Замъкът в Испания“ („Тореадорът“)                               |        | Женевиев Дюпре                                                     |
| 1954   | Escalier de service         | „Задното стълбище“ („Служебно стълбище“) („Черното стълбище“)    | 6 нов. | актрисата Беатрис Бертие, жената на Франсоа (в „Семейство Бертие“) |
| 1954   | Bonnes à tuer               | „Годни за убиване“ („Добри за убиване“)                          |        | Констанс Андрийо наречена Пуси                                     |
| 1953   | Le bon Dieu sans confession | „Света вода ненапита“ („Света Богородица“)                       |        | Жанин Фрежул                                                       |
| 1953   | Madame de...                | „Мадам дьо...“                                                   |        | графиня Луиз дьо...                                                |
| 1952   | Le plaisir                  | „Удоволствието“ („Наслада“)                                      | 3 нов. | госпожа Роз (в „Къщата на Телие“)                                  |
| 1952   | Adorables créatures         | „Обаятелни същества“                                             |        | Кристиан                                                           |
| 1952   | La Vérité sur Bébé Donge    | „Истината за Бебе Дож“                                           |        | Елен „Бебе“ Донж                                                   |
| 1951   | 5 Fingers                   | „Петте пръста“ („Аферата Цицерон“)                               |        | графиня Анна Стависка                                              |
| 1951   | La maison Bonnadieu         | „Къщата Бонадийо“                                                |        | Габриел Бонадийо                                                   |
| 1951   | Rich, Young and Pretty      | „Богати, млади и красиви“                                        |        | Мари Деварон                                                       |
| 1950   | Romanzo d'amore             | „Серенада на Тосели“ („Тосели-Любовен романс“)                   |        | Луиза д'Асбурго-Лорена                                             |
| 1950   | La Ronde                    | „Въртележката“ („Люлката“) („Хоровод“)                           |        | младоженката Емма Брайткопф, омъжената жена                        |

1949 – 1940
| Година      | Оригинално име      | БГ име                                          | Серии | Роля                                |
| ----------- | ------------------- | ----------------------------------------------- | ----- | ----------------------------------- |
| 1949        | Occupe-toi d'Amélie | „Занимай се с Амелия“ („Дръжте под око Амелия“) |       | Амели д’Авранш                      |
| 1948        | Ruy Blas            | „Рюи Блаз“                                      |       | испанската кралица Мари дьо Ньобург |
| 1948        | Jean de la Lune     | „Жан от Луната“                                 |       | Марселен                            |
| 1948 – 1971 | Toast of the Town   | „Градски тост“                                  |       | (през 1948)                         |
| 1947        | Bethsabée           | „Вирсавия“                                      |       | Арабелла Делвер                     |
| 1945        | Adieu chérie        | „Сбогом, мила“ („Сбогом, шери“)                 |       | любимата                            |
| 1945        | Au petit bonheur    | „Каквото ще да става“ („За малко щастие“)       |       | Мартин Кавиньол                     |
| 1942        | La Fausse Maîtresse | „Мимата любовница“                              |       | Лилиан Ранде                        |
| 1941        | Premier rendez-vous | „Първа среща“                                   |       | Мишлен Шевасу                       |
| 1941        | Caprices            | Прищевки                                        |       | Лиз                                 |
| 1940        | Coup de foudre      | Любов от пръв поглед                            |       |                                     |

1939 – 1931
| Година | Оригинално име                | БГ име                                        | Серии | Роля                                |
| ------ | ----------------------------- | --------------------------------------------- | ----- | ----------------------------------- |
| 1939   | Battement de coeur            | „Биенето а сърцето“ („Сърцебиене“)            |       | Арлет                               |
| 1938   | Ruy Blas                      | „Гневът на Париж“ („Обичам Париж“)            |       | Никол дьо Кортийон                  |
| 1938   | Katia                         | „Катя“                                        |       | Екатерина Михайловна Долгорукая     |
| 1938   | Retour à l'aube               | „Завръщане в зори“                            |       | Анита                               |
| 1937   | Abus de confiance             | „Злоупотреба с доверието“ („Грехът на Лидия“) |       | Лидия                               |
| 1937   | Mademoiselle ma mère          | „Моята малка майка“ („Г-ца майка ми“)         |       | Жаклин Летурнел                     |
| 1936   | Tarass Boulba                 | „Тарас Булба“                                 |       | Марина                              |
| 1936   | Club de femmes                | „Само за жени“ („Клуб на жените“)             |       | Клер Дерув                          |
| 1936   | Port-Arthur                   | „Порт-Артур“                                  |       | Юки, жената на Борис                |
| 1936   | Mayerling                     | „Майерлинг“                                   |       | госпожа Мари Вецера                 |
| 1936   | Un mauvais garçon             | „Лошото момче“                                |       | Жаклин Сервал                       |
| 1936   | Mademoiselle Mozart           | „Госпожица Моцарт“                            |       | Денис, наречена Госпожица Моцарт    |
| 1935   | J'aime toutes les femmes      | „Обичам всички жени“                          |       | Даниел                              |
| 1935   | Le contrôleur des wagons-lits | „Кондукторът от спални вагони“                |       |                                     |
| 1935   | Quelle drôle de gosse!        | „Какво смешно хлапе“ („Странното момиче“)     |       | Люси                                |
| 1935   | L'or dans la rue              | „Златото на улицата“                          |       | Габи, една малка крадла             |
| 1935   | Le domino vert                | „Зеленото Домино“                             |       | Елен дьо Ришмон / Мариан дьо Ришмон |
| 1935   | Dédé                          | „Деде“                                        |       | Дениз                               |
| 1934   | L'Auberge du Petit-Dragon     | „Ханът на Малкия Дракон“                      |       | Габи, една малка крадла             |
| 1934   | Le secret d'une nuit          | „Тайната на една нощ“                         |       |                                     |
| 1934   | Mauvaise Graine               | „Нехранимайко“ („Лошо потомство“)             |       | Жанет                               |
| 1934   | Mon coeur t'appelle           | „Сърцето ми те вика“                          |       | Никол Надин                         |
| 1934   | La crise est finie            | „Кризата свърши“                              |       | Никол                               |
| 1934   | Volga en flammes              | „Волга в пламъци“                             |       | Маша                                |
| 1933   | Voyage de noces               | „Меден месец“                                 |       |                                     |
| 1933   | Château de rêve               | „Замъкът на сънищата“                         |       | Беатрис                             |
| 1932   | Panurge                       | „Панург“                                      |       | кралицата                           |
| 1932   | Le coffret de laque           | „Лакираната кутия“                            |       | Анриет Стени                        |
| 1931   | Coquecigrole                  | „Кокесигроль“                                 |       | сирачето Кокесигроль                |
| 1931   | Le Bal                        | „Балът“                                       |       | Антоанет                            |